# Honda Indy Grand Prix of Alabama 2014
Der Honda Indy Grand Prix of Alabama 2014 fand am 27. April im Barber Motorsports Park in Birmingham, Alabama, Vereinigte Staaten statt und war das dritte Rennen der IndyCar Series 2014.

## Berichte

### Hintergrund
Nach dem Toyota Grand Prix of Long Beach führte Will Power in der Fahrerwertung mit 27 Punkten vor Mike Conway und mit 33 Punkten vor Simon Pagenaud.
James Hinchcliffe und Sebastián Saavedra, die beim Toyota Grand Prix of Long Beach leichte Verletzungen erlitten hatten, bestanden die erforderliche medizinische Untersuchung ohne Beanstandung, sodass beide teilnehmen durften.
Mit Power (zweimal) und Hélio Castroneves und Ryan Hunter-Reay (jeweils einmal) traten alle bisherigen Sieger zu diesem Grand Prix an.

### Training
Im ersten freien Training führte Hunter-Reay vor Josef Newgarden und Castroneves. Das Training wurde dreimal mit der roten Flagge unterbrochen, sodass die effektive Trainingszeit begrenzt war. Zunächst drehte sich Graham Rahal. Er kam ohne Hilfe wieder auf die Strecke. Die Organisatoren nutzten die Unterbrechung, um eine Streckenmarkierungen auszubessern. Kurz darauf rutschte Sébastien Bourdais in der neunten Kurve aus. Für die dritte rote Flagge war ein Elektronikproblem bei Scott Dixon verantwortlich. Bis auf Dixon erzielten alle Fahrer eine gezeitete Runde. Obwohl nach dem Dixon-Zwischenfall nur noch eine Minute regulär Zeit war, wurde allen Piloten, die innerhalb des Trainings auf die Strecke gingen, noch eine schnelle Runde zugestanden.
Im zweiten Training blieb Hunter-Reay in Führung. Bourdais übernahm die zweite, Power die dritte Position. Die Sitzung wurde wegen Kleinteilen auf der Strecke in der 14. Kurve einmal unterbrochen. Bourdais stellte seine Bestzeit zu Beginn des Trainings, Hunter-Reay seine zum Ende des Trainings auf. Bourdais rutschte in den Kurven 8 und 9 erneut von der Strecke. Castroneves kam in diesen Kurven ebenfalls von der Strecke ab und viel mit einem Quersteher in der letzten Kurve auf. Wegen dieser Zwischenfälle wurde das Training allerdings nicht unterbrochen.
Im dritten Training übernahm Hinchcliffe den ersten Platz von seinem Teamkollegen. Bourdais blieb Zweiter, Dixon wurde Dritter. Hunter-Reay fiel auf die sechste Position zurück. Wie im zweiten Training lag Bourdais lange Zeit in Führung und wurde kurz vor Ende von einem Andretti-Piloten verdrängt. Castroneves löste zur Halbzeit die einzige Unterbrechung aus, nachdem er liegen geblieben war. Die ersten 18 Piloten lagen innerhalb einer Sekunde.
Vor den Trainings gab es acht außerplanmäßige Motorwechsel und -reparaturen. Auf Seiten von Chevrolet wurden die Motoren von Conway, Tony Kanaan, Power und Saavedra, auf Seiten von Honda der Motor von Jack Hawksworth repariert. Gewechselt wurde der Chevrolet-Motor von Charlie Kimball sowie die Honda-Motoren der Schmidt Peterson-Piloten Mikhail Aleshin und Pagenaud. Im Vergleich zum Vorjahr gab es keine Startplatzstrafen, sondern jeweils 10 Minus-Punkte für die Herstellerwertung.

### Qualifying
Der erste Abschnitt des Zeitentrainings wurde in zwei Gruppen ausgetragen. Die sechs schnellsten Piloten jeder Gruppe kamen ins zweite Segment. Die restlichen Startpositionen wurden aus dem Ergebnis des ersten Qualifyingabschnitts bestimmt, wobei den Fahrern der ersten Gruppe die ungeraden Positionen ab 13, und den Fahrern der zweiten Gruppe die geraden Positionen ab 14 zugewiesen wurden. In der ersten Gruppe fuhr Pagenaud die schnellste Runde, in der zweiten Gruppe war Hinchcliffe der schnellste Pilot.
Im zweiten Segment der Qualifikation qualifizierten sich die sechs schnellsten Fahrer für den finalen Abschnitt. Power erzielte die schnellste Rundenzeit. Neben ihm schafften es Newgarden, Castroneves, Hinchcliffe, Dixon und Hunter-Reay in den dritten Teil des Qualifyings, die sogenannten Firestone Fast Six. Bourdais wurden in diesem Abschnitt die zwei schnellsten Runden wegen eines Zwischenfalls gestrichen, sodass er auf dem zwölften und letzten Platz zurückfiel.
Power fuhr schließlich die schnellste Zeit und erzielte die Pole-Position vor den Andretti-Piloten Hinchcliffe und Hunter-Reay. Mit Newgarden auf dem vierten Platz lagen auf den Plätzen zwei bis vier die drei Fahrer, die im vorherigen Rennen in Führung liegend eine Massenkollision ausgelöst hatten. Mit seiner 33. Pole-Position zog Power in der ewigen Bestenliste auf dem achten Platz mit Michael Andretti gleich.

### Abschlusstraining
Im Abschlusstraining am Sonntagmorgen fuhr Newgarden die Bestzeit vor Castroneves und Hunter-Reay. Das Training wurde nach einem Unfall Kimballs unterbrochen. Kimball verunglückte in Kurve 13. Er blieb unverletzt und erhielt die Erlaubnis, am Rennen teilzunehmen.

### Rennen
Der Start wurde wegen eines starken Gewitters um mehrere Stunden nach hinten verschoben. Da die Lichtverhältnisse die normale Renndistanz nicht zuließen, wurde die Renndistanz auf 100 Minuten reduziert.
Der Start fand auf nasser Strecke statt. Es gab viel Gischt. Alle Fahrer starteten auf Regenreifen. Carlos Muñoz kam in der zwölften Kurve nach außen, sodass Juan Pablo Montoya ausweichen musste. Kurz darauf drehte sich Satō in der elften Kurve und löste eine gelbe Flagge aus. An der Spitze blieb Power vor Hinchcliffe und Hunter-Reay. Beim Restart in der vierten Runde ging Hunter-Reay an Hinchcliffe vorbei auf die zweite Position, während Power in Führung blieb. Dahinter gab es mehrere Positionsveränderungen, insbesondere Montoya machte einige Plätze gut. In den nächsten Runden vergrößerten sich die Abstände an der Spitze. In der 16. Runde verlor Power die Kontrolle über sein Fahrzeug und fuhr in der fünften Kurve durchs Kiesbett. Er verlor die Führung an Hunter-Reay und fiel auf den zweiten Platz zurück. Sein Teamkollege Montoya, dessen Boxenfunk nicht funktionierte, war zu diesem Zeitpunkt auf den vierten Platz vorgefahren.
Nachdem sich eine trockene Spur herausgebildet hatte, wechselte Oriol Servià in der 20. Runde als erster Fahrer auf Slicks. Kurz darauf drehte Bourdais Aleshin in der fünften Kurve um. Aleshins Motor ging dabei aus, sodass er neugestartet werden musste und es eine weitere Gelbphase gab. Aleshin verlor durch diesen Zwischenfall eine Runde, Bourdais wurde mit einer Durchfahrtsstrafe belegt. In der Gelbphase gingen bis auf Saavedra alle an die Box, um auf Slicks zu wechseln. Saavedra übernahm daher die Führung. Vor seinem Stopp fuhr Castroneves die falsche Box an, sodass er einige Positionen verlor. Muñoz drehte sich auf Slicks ohne Fremdeinwirkung unter Gelb in eine Leitplanke und schied aus.
In der Runde nach dem Restart, bei dem Saavedra die Führung behielt, ritt Montoya in der elften Kurve aus und blieb im Kiesbett stehen. Der Zwischenfall löste eine Gelbphase aus. Montoya nahm das Rennen mit einer Runde Rückstand wieder auf. Nach dem folgenden Restart gab es erneut eine weitere Gelbphase. Diesmal drehte sich Carlos Huertas in der sechsten Kurve.
Beim Restart in der 33. Runde verlor Saavedra die Führung an Hunter-Reay. Saavedra ging darauf am Ende der Runde an die Box und wechselte auf Slicks. Hunter-Reays Teamkollege Marco Andretti überholte nach dem Restart Power und lag somit auf dem zweiten Platz. Die Top 10 zu diesem Zeitpunkt komplettierten Dixon, Pagenaud, Newgarden, Hinchcliffe, Justin Wilson und Rahal. Hunter-Reay setzte sich an der Spitze ab. Andretti folgte mit ein paar Sekunden Rückstand. Dahinter bildete sich eine größere Lücke.
Bei den letzten Boxenstopps verlor Hunter-Reay die Führung zwischenzeitlich. Für je eine Runde führten Andretti, Dixon und Wilson das Rennen nacheinander an. Hunter-Reay übernahm anschließend wieder die Führung, während noch 17 Minuten Rennzeit offen waren. Andretti blieb auf dem zweiten Platz. Power fiel auf Platz fünf zurück. Dixon war nun Dritter, Pagenaud Vierter.
Dixon holte auf Andretti auf. Zu einem Duell kam es jedoch nicht mehr, da Aleshin in der 66. Runde in der 14. Kurve verunfallte und eine Gelbphase ausgelöst wurde. Auto und Streckenbegrenzung waren stark beschädigt. Aleshin blieb unverletzt. Da nur noch etwas mehr als vier Minuten Rennzeit waren, wurde das Rennen nicht mehr neu gestartet und endete unter gelben Flaggen.
Hunter-Reay gewann somit vor seinem Teamkollegen Andretti, dessen Boxenfunk fast das ganze Rennen ausgefallen war. Dixon wurde Dritter und damit bei der fünften Ausgabe dieser Veranstaltung erstmals nicht Zweiter. Pagenaud, Power, Wilson, Hinchcliffe, Newgarden, Kanaan und Kimball komplettierten die Top 10.
Power behielt die Führung in der Fahrerwertung. Hunter-Reay übernahm den zweiten Platz. Pagenaud blieb Dritter.

## Meldeliste
Alle Teams und Fahrer verwendeten das Chassis Dallara DW12 mit einem Aero-Kit von Dallara und Reifen von Firestone.
| Team                                  | Nr. | Fahrer             | Motor     |
| ------------------------------------- | --- | ------------------ | --------- |
| Penske Motorsports                    | 02  | Juan Pablo Montoya | Chevrolet |
| Team Penske                           | 03  | Hélio Castroneves  | Chevrolet |
| Team Penske                           | 12  | Will Power         | Chevrolet |
| Schmidt Peterson Motorsports          | 07  | Mikhail Aleshin    | Honda     |
| NTT Data Chip Ganassi Racing          | 08  | Ryan Briscoe       | Chevrolet |
| Target Chip Ganassi Racing            | 09  | Scott Dixon        | Chevrolet |
| Target Chip Ganassi Racing            | 10  | Tony Kanaan        | Chevrolet |
| KVSH Racing                           | 11  | Sébastien Bourdais | Chevrolet |
| A. J. Foyt Enterprises                | 14  | Takuma Satō        | Honda     |
| Rahal Letterman Lanigan Racing        | 15  | Graham Rahal       | Honda     |
| Rahal Letterman Lanigan Racing        | 16  | Oriol Servià       | Honda     |
| KVAFS Racing                          | 17  | Sebastian Saavedra | Chevrolet |
| Dale Coyne Racing                     | 18  | Carlos Huertas     | Honda     |
| Dale Coyne Racing                     | 19  | Justin Wilson      | Honda     |
| Ed Carpenter Racing                   | 20  | Mike Conway        | Chevrolet |
| Andretti Autosport                    | 25  | Marco Andretti     | Honda     |
| Andretti Autosport                    | 27  | James Hinchcliffe  | Honda     |
| Andretti Autosport                    | 28  | Ryan Hunter-Reay   | Honda     |
| Andretti – HVM                        | 34  | Carlos Muñoz       | Honda     |
| Sarah Fisher Hartman Racing           | 67  | Josef Newgarden    | Honda     |
| Schmidt Peterson Hamilton Motorsports | 77  | Simon Pagenaud     | Honda     |
| Chip Ganassi Racing Teams             | 83  | Charlie Kimball    | Chevrolet |
| BHA/BBM with Curb Agajanian           | 98  | Jack Hawksworth    | Honda     |

Quelle: 

## Klassifikationen

### Qualifying
| Pos. | Fahrer             | Team                                  | Fahrzeug          | Gruppe 1  | Gruppe 2  | Top 12    | FF6       | Start |
| ---- | ------------------ | ------------------------------------- | ----------------- | --------- | --------- | --------- | --------- | ----- |
| 01   | Will Power         | Team Penske                           | Dallara-Chevrolet | 1:08,2945 | —         | 1:08,3657 | 1:08,3120 | 01    |
| 02   | James Hinchcliffe  | Andretti Autosport                    | Dallara-Honda     | —         | 1:08,5593 | 1:08,5196 | 1:08,3409 | 02    |
| 03   | Ryan Hunter-Reay   | Andretti Autosport                    | Dallara-Honda     | —         | 1:08,8765 | 1:08,6348 | 1:08,4264 | 03    |
| 04   | Josef Newgarden    | Sarah Fisher Hartman Racing           | Dallara-Honda     | —         | 1:08,7070 | 1:08,3835 | 1:08,4702 | 04    |
| 05   | Scott Dixon        | Target Chip Ganassi Racing            | Dallara-Chevrolet | —         | 1:08,9193 | 1:08,5796 | 1:08,5151 | 05    |
| 06   | Hélio Castroneves  | Team Penske                           | Dallara-Chevrolet | 1:08,4697 | —         | 1:08,5001 | 1:08,6258 | 06    |
| 07   | Carlos Muñoz       | Andretti – HVM                        | Dallara-Honda     | 1:08,6984 | —         | 1:08,6388 | —         | 07    |
| 08   | Juan Pablo Montoya | Penske Motorsports                    | Dallara-Chevrolet | 1:08,3258 | —         | 1:08,6453 | —         | 08    |
| 09   | Marco Andretti     | Andretti Autosport                    | Dallara-Honda     | —         | 1:08,7643 | 1:08,6634 | —         | 09    |
| 10   | Simon Pagenaud     | Schmidt Peterson Hamilton Motorsports | Dallara-Honda     | 1:08,2918 | —         | 1:08,8682 | —         | 10    |
| 11   | Mikhail Aleshin    | Schmidt Peterson Motorsports          | Dallara-Honda     | —         | 1:08,6739 | 1:09,1708 | —         | 11    |
| 12   | Sébastien Bourdais | KVSH Racing                           | Dallara-Chevrolet | 1:08,8706 | —         | 1:10,0283 | —         | 12    |
| 13   | Sebastian Saavedra | KVAFS Racing                          | Dallara-Chevrolet | 1:08,9674 | —         | —         | —         | 13    |
| 14   | Takuma Satō        | A. J. Foyt Enterprises                | Dallara-Honda     | —         | 1:09,1451 | —         | —         | 14    |
| 15   | Carlos Huertas     | Dale Coyne Racing                     | Dallara-Honda     | 1:09,0267 | —         | —         | —         | 15    |
| 16   | Justin Wilson      | Dale Coyne Racing                     | Dallara-Honda     | —         | 1:09,2018 | —         | —         | 16    |
| 17   | Charlie Kimball    | Chip Ganassi Racing Teams             | Dallara-Honda     | 1:09,1941 | —         | —         | —         | 17    |
| 18   | Graham Rahal       | Rahal Letterman Lanigan Racing        | Dallara-Honda     | —         | 1:09,2228 | —         | —         | 18    |
| 19   | Oriol Servià       | Rahal Letterman Lanigan Racing        | Dallara-Honda     | 1:09,2935 | —         | —         | —         | 19    |
| 20   | Ryan Briscoe       | NTT Data Chip Ganassi Racing          | Dallara-Chevrolet | —         | 1:09,2722 | —         | —         | 20    |
| 21   | Mike Conway        | Ed Carpenter Racing                   | Dallara-Chevrolet | 1:09,8580 | —         | —         | —         | 21    |
| 22   | Jack Hawksworth    | BHA/BBM with Curb Agajanian           | Dallara-Honda     | —         | 1:09,4201 | —         | —         | 22    |
| 23   | Tony Kanaan        | Target Chip Ganassi Racing            | Dallara-Chevrolet | —         | 1:09,5829 | —         | —         | 23    |

Quellen: 

### Rennen
| Pos. | Fahrer             | Team                                  | Fahrzeug          | Runden | Zeit         | Start | Führungsrunden |
| ---- | ------------------ | ------------------------------------- | ----------------- | ------ | ------------ | ----- | -------------- |
| 01   | Ryan Hunter-Reay   | Andretti Autosport                    | Dallara-Honda     | 69     | 1:40:43,3337 | 03    | 40             |
| 02   | Marco Andretti     | Andretti Autosport                    | Dallara-Honda     | 69     | + 1,0364     | 09    | 01             |
| 03   | Scott Dixon        | Target Chip Ganassi Racing            | Dallara-Chevrolet | 69     | + 1,4286     | 05    | 01             |
| 04   | Simon Pagenaud     | Schmidt Peterson Hamilton Motorsports | Dallara-Honda     | 69     | + 2,4350     | 10    | 0              |
| 05   | Will Power         | Team Penske                           | Dallara-Chevrolet | 69     | + 3,1559     | 01    | 15             |
| 06   | Justin Wilson      | Dale Coyne Racing                     | Dallara-Honda     | 69     | + 3,7009     | 16    | 01             |
| 07   | James Hinchcliffe  | Andretti Autosport                    | Dallara-Honda     | 69     | + 4,6538     | 02    | 0              |
| 08   | Josef Newgarden    | Sarah Fisher Hartman Racing           | Dallara-Honda     | 69     | + 5,3417     | 04    | 0              |
| 09   | Tony Kanaan        | Target Chip Ganassi Racing            | Dallara-Chevrolet | 69     | + 6,2513     | 23    | 0              |
| 10   | Charlie Kimball    | Chip Ganassi Racing Teams             | Dallara-Honda     | 69     | + 6,8371     | 17    | 0              |
| 11   | Ryan Briscoe       | NTT Data Chip Ganassi Racing          | Dallara-Chevrolet | 69     | + 7,6182     | 20    | 0              |
| 12   | Jack Hawksworth    | BHA/BBM with Curb Agajanian           | Dallara-Honda     | 69     | + 8,5257     | 22    | 0              |
| 13   | Takuma Satō        | A. J. Foyt Enterprises                | Dallara-Honda     | 69     | + 9,6750     | 14    | 0              |
| 14   | Mike Conway        | Ed Carpenter Racing                   | Dallara-Chevrolet | 69     | + 10,1933    | 21    | 0              |
| 15   | Sébastien Bourdais | KVSH Racing                           | Dallara-Chevrolet | 69     | + 11,3198    | 12    | 0              |
| 16   | Carlos Huertas     | Dale Coyne Racing                     | Dallara-Honda     | 69     | + 12,8894    | 15    | 0              |
| 17   | Graham Rahal       | Rahal Letterman Lanigan Racing        | Dallara-Honda     | 69     | + 13,7182    | 18    | 0              |
| 18   | Sebastian Saavedra | KVAFS Racing                          | Dallara-Chevrolet | 69     | + 14,0955    | 13    | 11             |
| 19   | Hélio Castroneves  | Team Penske                           | Dallara-Chevrolet | 69     | + 16,1476    | 06    | 0              |
| 20   | Oriol Servià       | Rahal Letterman Lanigan Racing        | Dallara-Honda     | 68     | + 1 Runde    | 19    | 0              |
| 21   | Juan Pablo Montoya | Penske Motorsports                    | Dallara-Chevrolet | 68     | + 1 Runde    | 08    | 0              |
| 22   | Mikhail Aleshin    | Schmidt Peterson Motorsports          | Dallara-Honda     | 63     | DNF          | 11    | 0              |
| 23   | Carlos Muñoz       | Andretti – HVM                        | Dallara-Honda     | 29     | DNF          | 07    | 0              |

Quellen: 

#### Führungsabschnitte
| Abschnitt | Runden | Fahrer             |
| --------- | ------ | ------------------ |
| 1         | 1–15   | Will Power         |
| 2         | 16–22  | Ryan Hunter-Reay   |
| 3         | 23–33  | Sebastian Saavedra |
| 4         | 34–48  | Ryan Hunter-Reay   |
| 5         | 49     | Marco Andretti     |
| 6         | 50     | Scott Dixon        |
| 7         | 51     | Justin Wilson      |
| 8         | 52–69  | Ryan Hunter-Reay   |

Quellen: 

#### Gelbphasen
| Nr. | Dauer | Runden | Grund für Gelbphase                                                   |
| --- | ----- | ------ | --------------------------------------------------------------------- |
| 1   | 1–2   | 2      | Dreher: Takuma Satō (#14) in Kurve 11                                 |
| 2   | 21–25 | 5      | Kontakt: Mikhail Aleshin (#7) und Sébastien Bourdais (#11) in Kurve 5 |
| 3   | 27–29 | 3      | Ausritt: Juan Pablo Montoya (#2) in Kurve 11                          |
| 4   | 31–32 | 2      | Dreher: Carlos Huertas (#18) in Kurve 6                               |
| 5   | 66–69 | 4      | Kontakt: Mikhail Aleshin (#7) in Kurve 14                             |

Quellen: 

## Punktestände nach dem Rennen

### Fahrerwertung
Die Punktevergabe wird hier erläutert.
| Pos. | Fahrer            | Punkte |
| ---- | ----------------- | ------ |
| 01.  | Will Power        | 125    |
| 02.  | Ryan Hunter-Reay  | 107    |
| 03.  | Simon Pagenaud    | 92     |
| 04.  | Scott Dixon       | 87     |
| 05.  | Mike Conway       | 82     |
| 06.  | Marco Andretti    | 73     |
| 07.  | Justin Wilson     | 67     |
| 08.  | Hélio Castroneves | 66     |

| Pos. | Fahrer             | Punkte |
| ---- | ------------------ | ------ |
| 09.  | Tony Kanaan        | 62     |
| 10.  | Josef Newgarden    | 58     |
| 11.  | Juan Pablo Montoya | 56     |
| 12.  | Carlos Muñoz       | 55     |
| 13.  | Sebastian Saavedra | 55     |
| 14.  | Mikhail Aleshin    | 54     |
| 15.  | Takuma Satō        | 53     |
| 16.  | Ryan Briscoe       | 52     |

| Pos. | Fahrer             | Punkte |
| ---- | ------------------ | ------ |
| 17.  | Sébastien Bourdais | 48     |
| 18.  | James Hinchcliffe  | 46     |
| 19.  | Carlos Huertas     | 46     |
| 20.  | Graham Rahal       | 46     |
| 21.  | Jack Hawksworth    | 42     |
| 22.  | Charlie Kimball    | 37     |
| 23.  | Oriol Servià       | 36     |